# Odolaw
Odolaw war ein pommerscher Adliger im 12. Jahrhundert, vermutlich ein Angehöriger des im Herzogtum Pommern regierenden Greifenhauses. Er taucht nur in einer Urkunde aus dem Jahre 1187 auf. 

## Überlieferung
In einer pommerschen Urkunde aus dem Jahre 1187, mit der die Herzoginwitwe Anastasia gemeinsam mit ihrem jungen Sohn Bogislaw II. dem Kloster Grobe einige Schenkungen bestätigt, wird unter den Zeugen ein Odolauus filius Kazimari („Odolaw, Sohn des Kasimir“) genannt. Zu dem Namen ist von späterer Hand der Zusatz de Livticia ergänzt. Er steht an zweiter Stelle der Zeugenreihe, nach Wartislaw Swantiboricz, einem Angehörigen einer Nebenlinie des Greifenhauses.
Über diesen Odolaw ist sonst nichts bekannt.

## Interpretation
Dieser Odolaw dürfte im Jahre 1187 noch jung gewesen sein, da in der Zeugenreihe sein Vatersname mit angegeben ist. Er dürfte jung gestorben sein, da er in späteren Urkunden nicht mehr auftaucht. 
In der älteren Genealogie wurde dieser Odolaw als Sohn des pommerschen Herzogs Kasimir I. (* nach 1130; † 1180) angeführt. Diese Zuordnung findet sich noch in dem von Gottfried von Bülow im Jahre 1876 in der Allgemeinen Deutschen Biographie über Kasimir I. veröffentlichten Artikel. Sie wird auch heute noch gelegentlich vertreten. 
Nach dem Urteil des Historikers Martin Wehrmann jedoch ist diese Zuordnung falsch. Er verweist auf eine Angabe des zeitgenössischen Geschichtsschreibers Saxo Grammaticus (* um 1140; † um 1220), wonach Herzog Kasimir I. kinderlos verstorben sei. Eine genaue Zuordnung sei nicht möglich. 
Der Historiker Rudolf Benl nimmt an, dass Odolaw ein Sohn eines in zwei anderen Urkunden aus den Jahren 1186/1187 genannten Kasimirs und damit ein Enkel von Wartislaw Swantiboricz ist. Er wäre dann ein Angehöriger der Swantiboriden, einer Nebenlinie des herrschenden Greifenhauses. Als Argument für die Zugehörigkeit zum Greifenhaus führt er an, dass Odolaw trotz seiner Jugend an zweiter Stelle der Zeugenreihe und damit vor zehn weiteren Adligen aufgeführt war, und dass der Zusatz de Livticia, der sich auf das von Pommern einverleibte Land der Lutizen bezieht, zwar von späterer, aber wohl kundiger Hand eingefügt sei. In den Titeln der pommerschen Herzöge des 12. wie auch des frühen 13. Jahrhunderts wurden die Lutizen noch vielfach mit aufgeführt, so nannte sich Herzog Bogislaw I. im Jahre 1182 Pomeranorum et Liuticiorum Dux. 
Der Name Odolaw ist möglicherweise eine Variante des deutschen Vornamens Adolf.